# Quận Butte, California
Quận Butte là một quận ở Central Valley của tiểu bang California, phía bắc thủ phủ bang Sacramento. Theo điều tra dân số năm 2000, quận này có dân số 203.171 người. Ước tính năm 2005 quận này có dân số 214.185 người. Quận lỵ là Oroville. Quận Butte là "Vùng đất của giàu có và vẻ đẹp."
Quận Butte có các nguồn nước của sông Feather và sông Sacramento. Rạch Butte và Rạch Big Chico là các nguồn nước quanh năm, cả hai đều là chi lưu của sông Sacramento. Nó là nơi có thác Feather, thác nước lớn thứ 6 ở Hoa Kỳ. Quận này là nơi có Đại học bang California, Chico và Cao đẳng Cộng đồng Butte.
Nhiều bộ phim đã được quay ở quận này, bao gồm Cuốn theo chiều gió, The Outlaw Josie Wales, Friendly Persuasion, Magic Town, The Klansman, Ruby Ridge: An American Tragedy,Những cuộc phiêu lưu của Robin Hood",và Under Wraps.

## Lịch sử
Quận Butte là một trong những quận đầu tiên của California, được thành lập năm 1850 vào thời điểm California trở thành bang. Một phần của quận này đã được cắt qua cho quận Plumas năm 1854 và cho quận Tehama năm 1856.
Tên của quận lấy từ Marysville hay Sutter Buttes, nằm bên trong ranh giới khi nó được thành lập. Chữ butte là lấy ra từ một chữ thuộc tiếng Teutonic có nghĩa là "một mô đất." Trong tiếng Pháp, nó có nghĩa là "một ngọn đồi nhỏ hoặc một mô đất cao, bị tách rời khỏi một dãy núi." Quận Butte là quận duy nhất ở California lấy tên từ tiếng Pháp. Cũng có rạch Butte (California) chảy qua quận này, và có các đồi đất đơn độc.

## Địa lý
Theo Cục điều tra dân số Hoa Kỳ, quận này có tổng diện tích 4.344 km² (1.677 mi²). Trong số đó có 4.246 km² (1.639 mi²) là mặt đất và 97 km² (38 mi²) (2,24%) là mặt nước.
Quận được Sông Feather và Rạch Butte giúp tháo nước. Phần ranh giới phía tây của quận được hình thành bởi Sông Sacramento. Quận nằm dọc theo sườn phía tây của dãy Sierra Nevada, những sườn núi thẳng đứng giúp nó là lãnh thổ của các nhà máy thủy điện. Khoảng nữa tá các nhà máy thủy điện nằm trong quận.

### Các thành phố và thị trấn
- Biggs

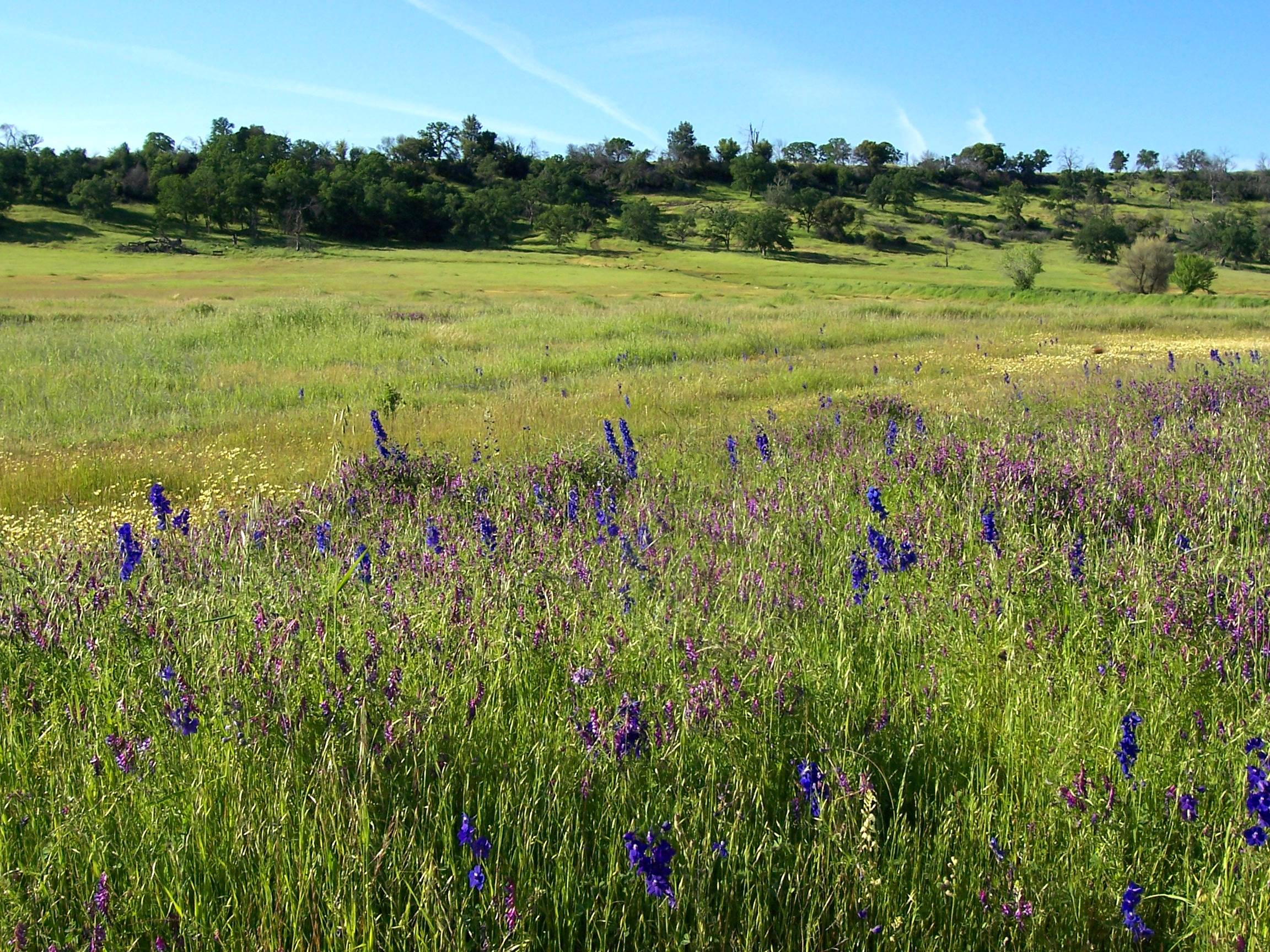
Quận Butte là nhà của Công viên Bidwell tại Chico, một trong những công viên khu đô thị tự quản lớn nhất tại Hoa Kỳ.

- Chico, nơi có Đại học Tiểu bang California Chico
- Gridley
- Oroville
- Paradise

### Các cộng đồng chưa được tổ chức
- Bangor
- Cohasset
- Concow
- Durham
- Magalia
- Oroville East
- Palermo
- Richvale
- South Oroville
- Stirling City
- Thermalito

### Các thị trấn bị bỏ hoang
- Hamilton - quận lỵ ban đầu của Quận Butte, thành phố này từ lâu đã bị lãnh quên; điều gợi nhớ duy nhất về nó hiện giờ là một nghĩa trang đã chật chỗ.
- Bidwell's Bar - là một trại khai mỏ xưa kia, hiện tại nằm dưới Hồ Oroville là một hồ nhân tạo lớn.
- Forks of Butte

### Các quận liền kề
- Quận Yuba, California - nam
- Quận Sutter, California - nam
- Quận Colusa, California - tây nam
- Quận Glenn, California - tây
- Quận Tehama, California - bắc
- Quận Plumas, California - đông

## Hạ tầng giao thông

### Các xa lộ chính
- Xa lộ tiểu bang California 32
- Xa lộ tiểu bang California 70
- Xa lộ tiểu bang California 99